# 忠臣蔵 櫻花の巻・菊花の巻
『忠臣蔵 櫻花の巻・菊花の巻』（ちゅうしんぐら おうかのまき・きっかのまき）は、1959年（昭和34年）1月15日公開の日本映画である。東映製作・配給。監督は松田定次。カラー、東映スコープ、183分。

## 概要
この前年1958年4月に大映が『忠臣蔵』を製作し大ヒットしたのを受けて、東映が総力を結集して、東映発展感謝記念と銘打って東映の忠臣蔵映画としては初のワイドスクリーンで製作された。
片岡千恵蔵・市川右太衛門の両御大を始め、美空ひばり、中村錦之助、東千代之介、大友柳太朗、大川橋蔵ら東映スターが総出演したオールスターキャストであった。
「櫻花の巻」で赤穂城明け渡しまでを、「菊花の巻」で吉良邸討ち入りまでを描いている。配収は3億6122万円で、1958年度の邦画配収ランキング第4位となった。

## スタッフ
- 監督：松田定次
- 製作：大川博
- 企画：坪井興、辻野公晴、玉木潤一郎、坂巻辰男
- 脚本：比佐芳武
- 撮影：川崎新太郎
- 録音：東城絹児郎
- 照明：中山治雄
- 音楽：深井史郎
- 美術：鈴木孝俊
- 編集：宮本信太郎
- 進行主任：池田利次
- 現像：東洋現像所
- 装置：加藤貞雄
- 背景：木下清輝
- 装飾：秋田実
- 記録：田中美佐江
- 衣裳：三上剛
- 美粧：林政信
- 結髪：櫻井文子
- スチール：熊田陽光
- 擬闘：足立伶二郎
- 助監督：秋元隆夫
- 撮影助手・計測：鈴木重平
- 照明助手：増田悦章
- 録音助手：中井秀夫
- 美術助手：井川徳道
- 編集助手：細谷修三
- 演技事務：和田学
- 進行：天尾完次
- 色彩考証：和田三造
- 和楽：望月太明吉
- 舞踊振付：花柳幾久英
- 衣裳考証：甲斐荘楠音

## 配役
- 大石内蔵助：片岡千恵蔵

- 浅野内匠頭：中村錦之助 (萬屋錦之介)
- 岡島八十右衛門：東千代之介

- おたか：美空ひばり
- りく：木暮実千代

- 糸路：丘さとみ
- 内匠頭夫人：大川恵子
- おかる：桜町弘子
- 初音太夫：花園ひろみ
- 青柳太夫：雪代敬子
- 小桜太夫：喜多川千鶴
- 浦路：星美智子

- 上杉綱憲：中村賀津雄
- 早水藤左衛門：尾上鯉之助
- 前原伊助 :南郷京之助
- 綱吉：里見浩太郎
- 大石主税：北大路欣也
- お空：植木千恵
- 大三郎：植木基晴
- 矢頭右衛門七：澤村精四郎

- 玉乃：円山栄子
- おもよ：霧島八千代
- おけい：若水美子
- おとわ：松浦築枝
- おくめ：松風利栄子
- 主水：高島淳子
- 原惣右衛門：宇佐美淳也
- 片岡源五右衛門：原健策
- 三村次郎左衛門：加賀邦男
- 小野寺十内：沢村宗之助
- 横川勘平：小柴幹治
- 萱野三平：片岡栄二郎
- 赤埴源蔵：徳大寺伸
- 鈴木元右衛門：吉田義夫
- 久兵衛：杉狂児
- 長吉：堺駿二
- 梶川与惣兵衛：阿部九洲男
- 土屋相模守（老中）：市川小太夫
- 左右田孫兵衛：高松錦之助
- 稲葉丹後守（老中）：香川良介
- 四方庵宗遍：小川虎之助
- 小林平八郎：岡譲司
- 清水一学：清川荘司
- 藤井又左衛門：明石潮
- 玉島十右衛門：御橋公
- 笹屋長八：山口勇
- 畠山民部：瀬川路三郎
- 高見十太夫：水野浩
- 磯田武太夫：南方英二
- 伊達左京亮：沢田清
- 左六：団徳麿
- 奥田孫太夫：百々木直
- 伊谷平馬：月形哲之介
- 村松喜兵衛：尾上華丈
- 榊原平右衛門：楠本健二
- 岩田弥兵衛：仁礼功太郎
- 茶会の客人：梅沢昇
- 船松九兵衛：小田部通麿
- 武林唯七：五味勝之介
- 大高源吾：遠山恭二
- 間十次郎：唐沢民賢
- おとく：赤木春恵
- 富子：東竜子
- 荘田下総守（大目付）：加藤嘉
- 大野九郎兵衛：柳永二郎
- 柳沢吉保：三島雅夫
- 多門伝八郎（目付）：小沢栄太郎
- 千坂兵部 (米沢藩江戸家老) ：山村聡
- 多右衛門：榎本健一

- 吉田忠左衛門：大河内傳次郎
- 不破数右衛門：山形勲
- 堀部弥兵衛：薄田研二
- 吉良上野介：進藤英太郎
- 橋本平左衛門：月形龍之介

- 戸田の局：長谷川裕見子
- お幸：千原しのぶ
- 白菊太夫：花柳小菊

- 岡野金右衛門：大川橋蔵
- 堀部安兵衛：大友柳太朗

- 脇坂淡路守：市川右太衛門

## 同時上映
『母しぐれ』
- 脚本：村松道平／監督：和田篤人／主演：松島トモ子

## ネット配信
- YouTube「東映時代劇YouTube」の企画「『東映オンデマンド』12/1サービス開始記念」の一環として、2022年12月9日16:00（JST）から同年同月18日23:59（JST）まで期間限定無料配信が行われている。